# Meilenlauf
Der Meilenlauf ist ein Lauf über eine englische Meile (1609,344 m). Er ist eine nichtolympische Disziplin der Leichtathletik. Es ist die einzige nicht in metrischer Einheit gemessene Strecke, über die die World Athletics noch Weltrekorde führt.
Traditionell gilt die englische Meile als die längste der Mittelstrecken. Als offiziell anerkannt erster Mann lief Roger Bannister 1954 die Meile unter vier Minuten, was lange als Schallmauer (Traummeile) galt; bereits im 18. Jahrhundert erzielten Männer ähnliche Laufzeiten, die jedoch mangels genauer Zeiterfassung nicht vergleichbar sind.

## Rekorde
Den derzeitigen Weltrekord hält der Marokkaner Hicham El Guerrouj. Am 7. Juli 1999 lief er in Rom eine Zeit von 3:43,13 min. Der deutsche Rekord wird von Robert Farken gehalten, der am 27. Juli 2025 in Berlin die Strecke in 3:48,83 min lief. Schweizer Rekordhalter ist Pierre Délèze mit einer Bestzeit von 3:50,38 min, gelaufen am 25. August 1982 in Koblenz.
Die schnellste Frau über diese Strecke ist die Kenianerin Faith Kipyegon. Mit einer Zeit von 4:07,64 min stellte sie am 21. Juli 2023 in Monaco einen neuen Weltrekord auf. Den Europarekord hält die Niederländerin Sifan Hassan mit einer Zeit von 4:12,33 min, die sie am 12. Juli 2019 in Monaco erreichte, was damals noch Weltrekord bedeutete. Den deutschen Rekord bei den Frauen hält Konstanze Klosterhalfen, die die Meile am 18. August 2019 in Birmingham in 4:21,11 min bewältigte. Schweizer Rekordhalterin über diese Distanz ist Anita Weyermann mit einer Zeit von 4:23,92 min, gelaufen am 1. Juli 1998 in Bellinzona.
In der Juniorenklasse stellte der Kenianer William Biwott Tanui, der seit 2011 für die Türkei als İlham Tanui Özbilen startet, die bislang beste Zeit auf, als er am 3. Juli 2009 in Oslo eine Zeit von 3:49,29 min lief. Bei den Frauen hält seit 21. August 1985 Zola Budd (Großbritannien) den Rekord mit 4:17,57 min.